# Appletiser
Appletiser es una bebida de frutas ligeramente gasificada suave y espumosa, originaria de Sudáfrica. En España es importada a las Islas Canarias desde 1969, aunque actualmente se produce en las propias islas por la Compañía Cervecera de Canarias.

## Historia
Appletiser es una empresa de bebidas internacional, creada en sus inicios por Edmond Lombardi, que se desarrolló con la ayuda de la tecnología suiza de la época. Con esta maquinaria, desarrolla la bebida de manzana fresca. En 1966 Lombardi presenta su creación nítida y clara como Appletiser. El nombre se crea mediante la combinación de las palabras inglesas apple y appetizer. Appletiser consigue distribución nacional en septiembre de ese mismo año.
Durante el año 1969 se comenzó a importar por dos archipiélagos, uno era el de Japón y el segundo el de las Islas Canarias; su crecimiento siguió siendo importante y Appletiser comenzó a ser tan popular que atrajo la atención de la Compañía Coca-Cola. La gigantesca empresa compra el 50% de participación, siendo uno de los accionistas mayoritarios.
En 1981 fue importada en Argentina por Sics y Cia., presentándose en latas de 300 cm³.
En 1982 el producto de Appletiser destaca por su popularidad en Sudáfrica, es entonces cuando se forma de manera más consolidada Appletise Internacional, con sede en este país. “Appletise” se convertirá en el nombre utilizado en los mercados internacionales lanzado en el Reino Unido, pero no es hasta el año 2001 cuando se decide hacer estándar la forma de la botella y el nombre en todo el mundo.

## Ingredientes
- Appletiser y Peartiser son zumos de fruta 100 % puros y sin agregado de azúcar, conservantes ni colorantes artificiales y anhídrido carbónico añadido.

- Información nutricional por 100 ml:  energía: 197 kJ hidratos de carbono: 11,9 g Proteína: 0 g Grasa: 0 g[3]